# EULA
EULA (od ang. end-user license agreement) – umowa lub wzorzec umowy pomiędzy licencjodawcą (producentem lub dystrybutorem oprogramowania) a tzw. użytkownikiem końcowym, określająca warunki udzielenia licencji na korzystanie z oprogramowania.